# 幻影城新人賞
幻影城新人賞（げんえいじょうしんじんしょう）は、1975年から1979年まで刊行された探偵小説専門誌『幻影城』誌上で募集された推理小説・評論の新人賞。
1975年6月号で第1回の募集が告知された。規定は小説が原稿用紙100枚以内、評論が原稿用紙30枚以内。賞金は、小説・評論とも入選作が10万円。第1回の募集では、小説が計321編、評論が計42編寄せられた。第5回募集の告知も掲載されたが、1979年7月号で雑誌の発行が途絶えたため、結果は発表されなかった。
新人賞を介さずに『幻影城』からデビューした作家についても、併せて説明する。

## 選考委員
- 小説部門
  - 第1-3回 権田萬治、中島河太郎、横溝正史、中井英夫、都筑道夫
  - 第4回 権田萬治、中島河太郎、日影丈吉、鮎川哲也、泡坂妻夫
- 評論部門
  - 大内茂男、尾崎秀樹、紀田順一郎

## 受賞作

### 小説部門
入選・佳作作品以外に、「〈幻影城〉推薦新人」として掲載された最終候補作品も示す。結果発表の号と作品掲載の号が異なる場合は、作品タイトルの後ろに示す。
第1回（1976年3月号）
- 入選 - 村岡圭三「乾谷（ワディ）」
  - 佳作 - 泡坂妻夫「DL2号機事件」
  - 佳作 - 田中文雄「さすらい」 - 滝原満名義[2]
    - 推薦新人 - 宮田亜佐（みやた あさ）「お精霊舟（おしょうろぶね）」
    - 推薦新人 - 筑波耕一郎「密室のレクイエム」（4月号） - 筑波孔一郎名義

第2回（1977年2月号）
- 入選 - なし
  - 佳作 - 加藤公彦「殺人・弥三郎節」
  - 佳作 - 辻蟻郎（つじ ありろう）「拒まれた死」
  - 佳作 - 霜月信二郎「炎の結晶」
    - 推薦新人  - 竹谷正（たけたに ただし）「一流保険」（6月号）

第3回（1978年1月号）
- 入選 - 田中芳樹「緑の草原に…」 - 李家豊（りのいえ ゆたか）名義
- 入選 - 連城三紀彦「変調二人羽織」
- 入選 - 堊城白人（あしろ はくと）「蒼月宮殺人事件」
  - 佳作 高羽融二（たかは ゆうじ）「異次元の構図」（2月号）

第4回（1978年12月号）
- 入選 - なし
  - 佳作 - 中上正文「贋作たけくらべ」
  - 佳作 - 津端英二（つはし えいじ）「鶏の子（とりのこ）」

### 評論部門
入選作品は、全4回で1度も出なかった。
第1回（1976年2月号）
- 佳作 - 津井手郁輝（ついで いくてる）「探偵小説と笑い-私的探偵小説論」
- 佳作 - 寺田裕（てらだ ひろし）「ゲームの規則」

第2回（1977年1月号）
- 佳作 - 麻田実「編集者の不安-赤い家の秘密をめぐって」
- 佳作 - 栗本薫「都筑道夫の生活と推理」
- 佳作 - 友成純一「透明人間の定理-リラダンについて」

第3回（1978年1月号）
- 佳作 - 夏来健次「屍語の芳香」 - 佐藤貞雄名義
- 佳作 - 佐藤齋（さとう ひとし）「夢野久作「氷の涯」への構想」
- 佳作 - 中村良樹「三好徹と風の世界」
- 佳作 - 滝川秀人（たきかわ ひでと）「シァーロク・ホウムズの呪術」

第4回（1978年12月号）
- 佳作 - 渡辺和靖「現代探偵小説の構築」
- 佳作 - 黒山猛「夢の通い路-探偵小説の「剰余」について」

## 新人賞以外でデビューした幻影城作家
- 高村信太郎 - 〈幻影城〉推薦大型新人として、1977年3月号掲載の短編「暗黒魔界伝説」でデビューした。
- 竹本健治 - 1977年4月号より連載を開始した長編『匣の中の失楽』でデビューした。
- 京堂司 - 1978年6・7月合併号に連作ショートショート4編を掲載し、その後もショートショートを数回掲載している。2016年、栗本薫のペンネームであることが明かされた。
- 根岸洋 - 評論家の二上洋一。1978年6・7月合併号に連作ショートショート12編を掲載し、その後もショートショートや短編推理小説を掲載している。

## 雑誌『幻影城』-幻影城作家特集号
- No.43（1978年5月号） 大特集・幻影城作家書下しオンパレード
  - 霜月信二郎「黄金の小指」
  - 筑波耕一郎「死者の汀」 - 筑波孔一郎名義
  - 田中芳樹「流星航路」 - 李家豊名義
  - 村岡圭三「サボテン」
  - 竹谷正「夜空のトランペット」
  - 田中文雄「夕闇横丁」 - 滝原満名義
  - 連城三紀彦「六花の印」
  - 竹本健治「陥穽」
- No.54[3]（2009年1月号） 特集・「幻影城」作家書き下ろし競作
  - 連城三紀彦「夜の自画像」〔花葬〕シリーズ - 画：宇野亜喜良
  - 田中芳樹「男爵夫妻の話」 - 画：後藤啓介
  - 栗本薫「誰でもない男-伊集院大介の秋思-」 - 画：建石修志
  - 泡坂妻夫「敷島の道」 - 画：楢喜八
  - 泡坂妻夫「丸に三つ扇」
  - 田中文雄「走屍の山（カンキシのやま）」 - 画：池田拓
  - 友成純一「夢を見た怪物」 - 画：渡辺東
  - 竹本健治「匳の中の失楽（こばこのなかのしつらく）」 - 画：山野辺進

## 影の会
幻影城新人賞の入選・佳作受賞者を中心に結成された会。翻訳家の浅羽莢子は、第4回小説部門で短編「カルシガ・ダイナの七層の都」が最終候補となっており、影の会にも参加している。栗本薫が同人ペーパー「影の会通信」を創刊し、連城三紀彦、田中芳樹が編集した号もある。
似た名称のものに「怪の会」があるが、これは『幻影城』の愛読者の集まりである。京都にも『幻影城』の愛好者の会「13人の会」があった。